# Карбюраторный двигатель

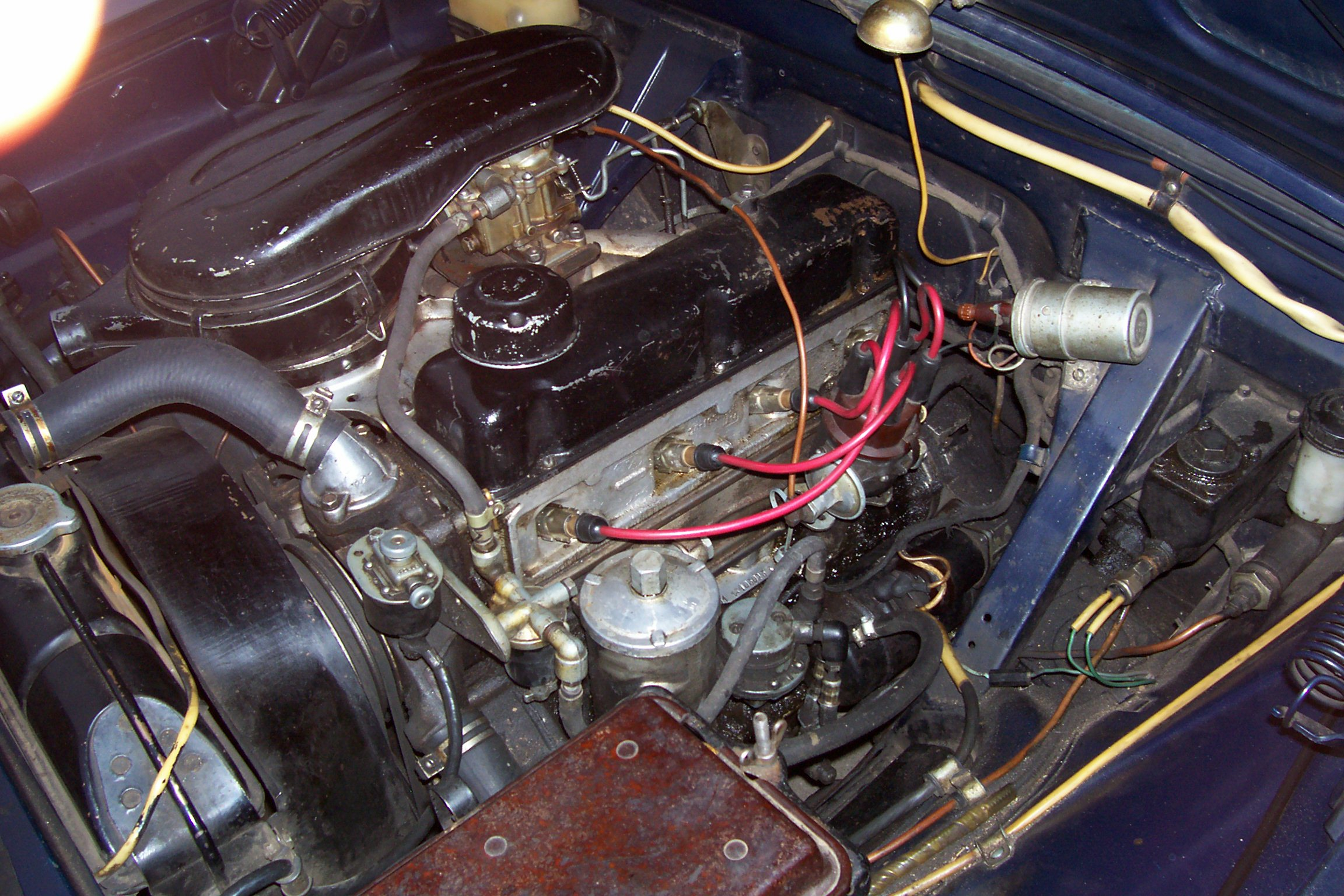
Четырехтактный бензиновый карбюраторный двигатель автомобиля «Волга» ЗМЗ-24

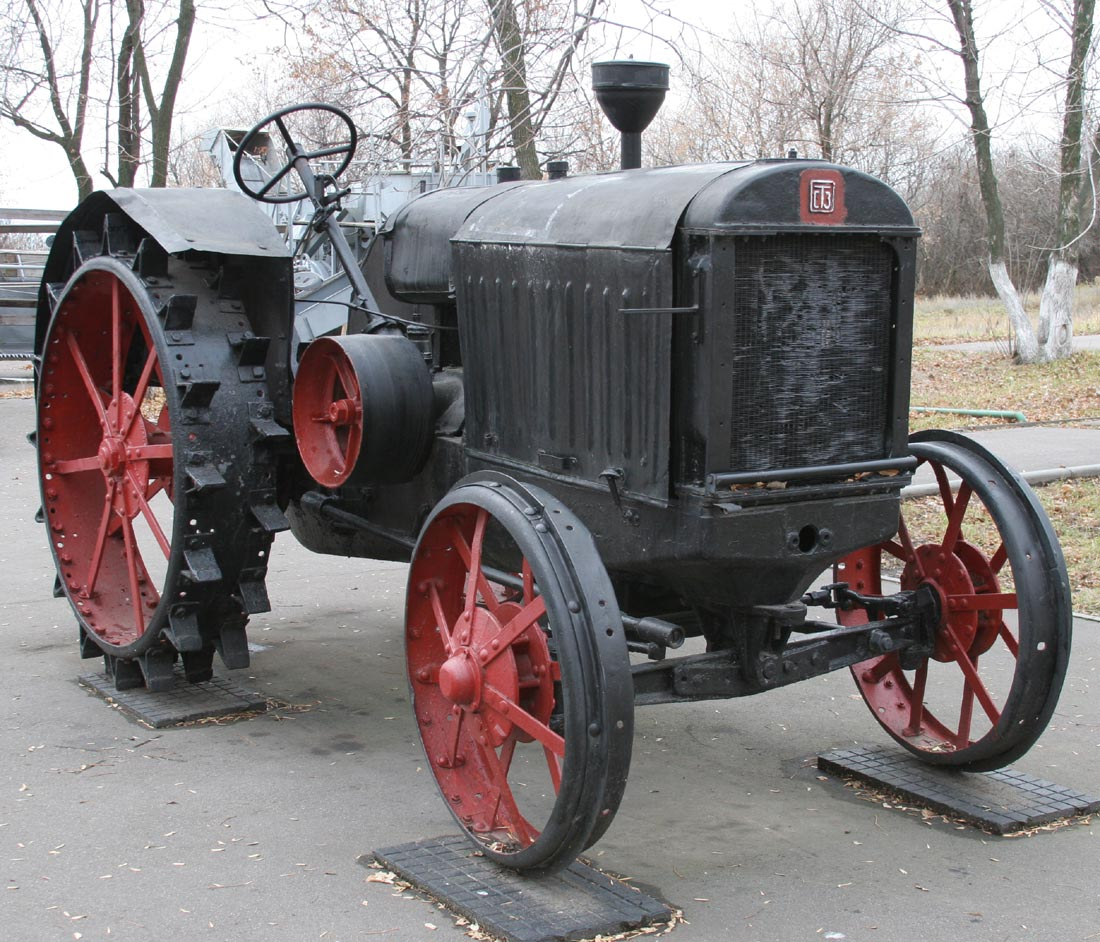
Трактор СХТЗ 15/30 имел карбюраторный двигатель, работавший на керосине

Карбюраторный двигатель — один из типов поршневых двигателей внутреннего сгорания с внешним смесеобразованием и автономным зажиганием.
В карбюраторном двигателе в цилиндры двигателя поступает готовая топливовоздушная смесь, приготавливаемая чаще всего в карбюраторе, давшем название типу двигателя, либо в газовоздушном смесителе. Двигатели, в которых смесь образуется при впрыске топлива, распылённого специальной форсункой, в поток всасывающегося воздуха — называются впрысковыми или инжекторными.
Независимо от способа смесеобразования и количества тактов в рабочем цикле, карбюраторные двигатели имеют одинаковый принцип работы, а именно: сжатая в камере сгорания горючая смесь в определённый момент поджигается системой зажигания, чаще всего электроискровой. Может также использоваться зажигание смеси от калильной трубки, в настоящее время в основном в дешёвых малогабаритных двигателях, например, на авиамоделях; плазменное, лазерное зажигание — в настоящее время в состоянии экспериментальных разработок.
Карбюраторные двигатели по количеству тактов в рабочем цикле делятся на четырехтактные, или двигатели Отто, у которых рабочий цикл состоит из четырех тактов и включает четыре полуоборота коленвала, и двухтактные, рабочий цикл которых включает два полуоборота коленвала с одновременным протеканием разных тактов. Последние, благодаря относительной простоте конструкции, получили широкое распространение как двигатели для мотоциклов и разнообразных агрегатов, требующих простоты и дешевизны конструкции — бензопилах, мотокультиваторах, как пусковые двигатели для более мощных дизелей и т. д.
Карбюраторные двигатели разделяются на атмосферные, у которых впуск воздуха или горючей смеси осуществляется только за счет разрежения в цилиндре при всасывающем ходе поршня и двигатели с наддувом, у которых впуск воздуха или горючей смеси в цилиндр происходит под давлением, создаваемым специальным компрессором, с целью увеличения рабочего заряда в том же рабочем объеме и получения повышенной мощности двигателя.

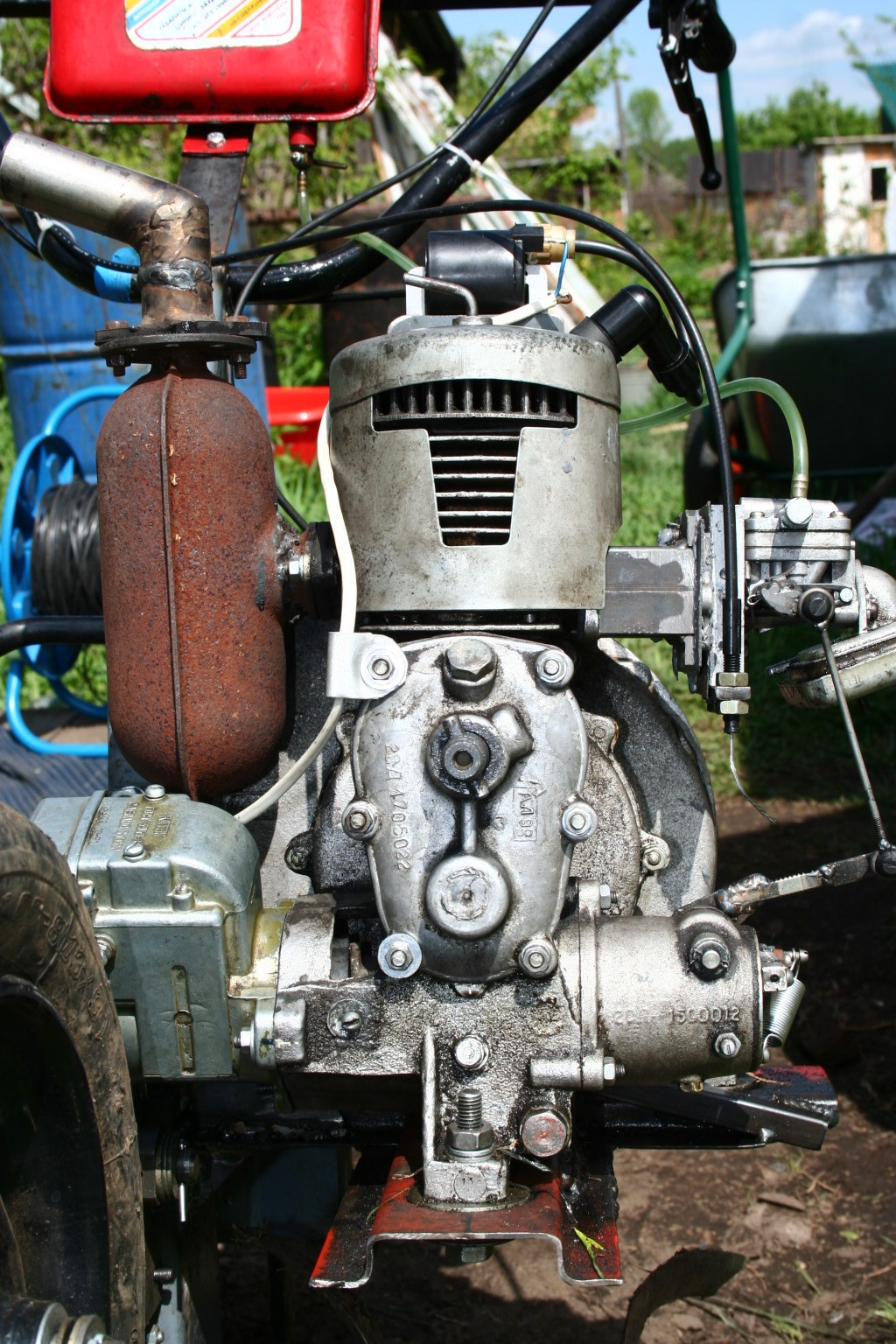
Двухтактный карбюраторный двигатель 2СД-М1, работающий на смеси бензина и моторного масла (25:1). Карбюратор справа

В качестве топлива для карбюраторного двигателя в разное время применялись спирты, светильный газ, пропан-бутановая смесь, керосин, лигроин, бензин и их смеси. Наибольшее распространение получили бензиновые и газовые карбюраторные двигатели.